# لوله U شکل نوسانی

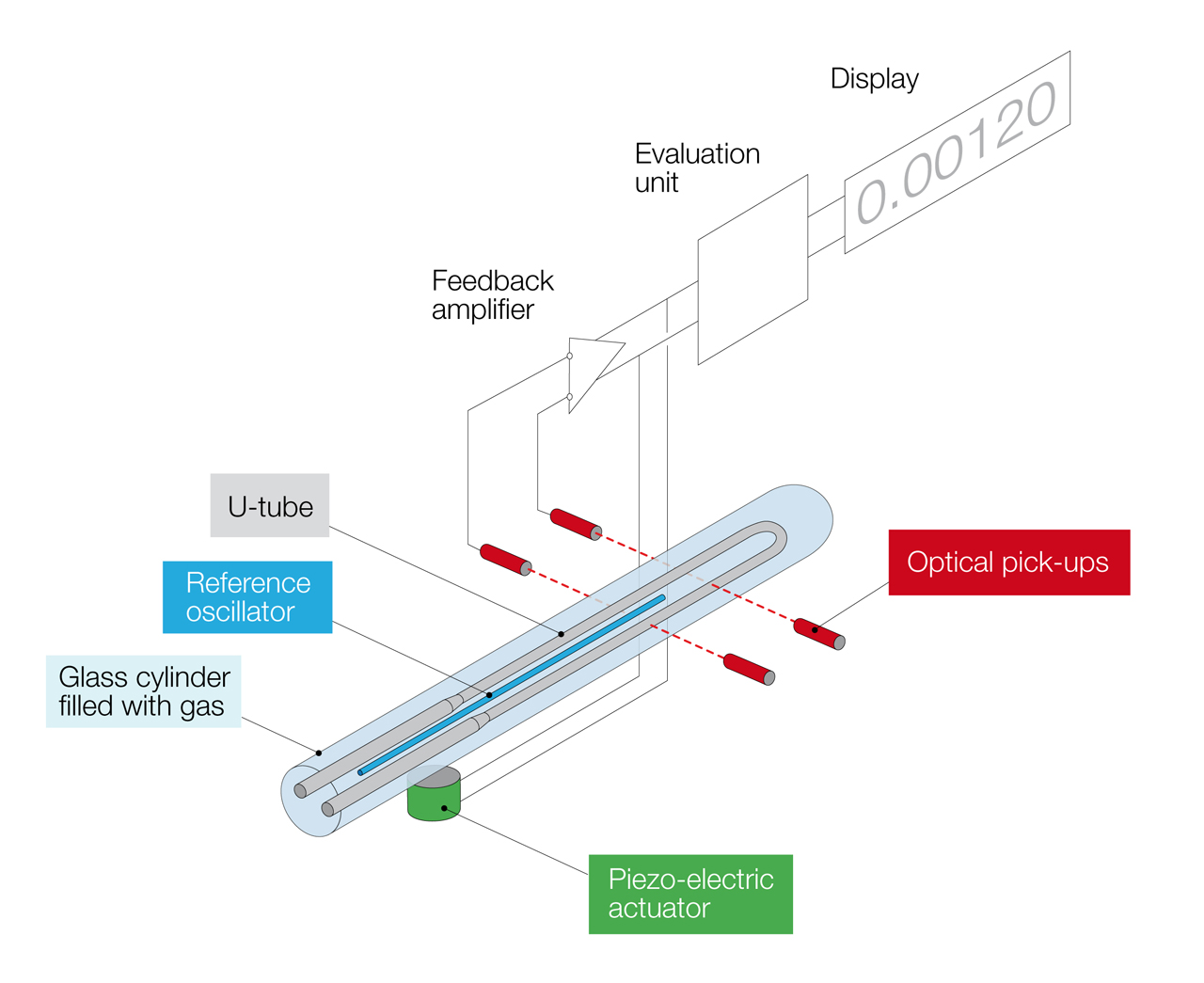
لوله U شکل با محرک پیزو الکتریک

اصل اندازه‌گیری چگالی دیجیتال

لوله U شکل نوسانی (Oscillating U-tube) تکنیکی برای تعیین چگالی مایعات و گازها بر اساس اندازه‌گیری الکترونیکی فرکانس نوسان است که از مفهوم آن در نهایت مقدار چگالی محاسبه می‌شود. این اصل اندازه‌گیری بر اساس مدل جرم-فنر (Mass-Spring) است.
نمونه مدنظر در ظرفی با امکان نوسان پر می‌شود. فرکانس طبیعی این ظرف تحت تأثیر جرم نمونه است. این ظرف یک لوله شیشه ای توخالی U شکل است که به صورت الکترونیکی با یک نوسان بدون میرایی تحریک می‌شود. دو شاخه از نوسانگر U شکل به عنوان المان فنری آن عمل می‌کنند.
جهت نوسان در سطح دو شاخه نرمال است. فرکانس ویژه نوسانگر تنها تحت تأثیر بخشی از نمونه است که درگیر نوسان می‌باشد. حجمی از نمونه که درگیر نوسان است توسط گره‌های دارای نوسان ثابت، در تکیه گاه‌های نوسانگر محدود می‌شود. اگر نوسانگر حداقل تا نقاط تکیه گاه خود پر شود، همان حجم دقیقاً تعیین شده، همیشه در بخش دارای نوسان قرار می‌گیرد، بنابراین مقدار اندازه‌گیری شده جرم نمونه می‌تواند برای محاسبه چگالی آن استفاده شود.
در تراکم سنج‌های دیجیتال مدرن، از المان‌ها پیزو برای تحریک لوله U شکل استفاده می‌شود که به موجب آن پیکاپ‌های نوری دوره نوسان را تعیین می‌کنند. این دوره τ را می‌توان با وضوح بالا اندازه‌گیری کرد که رابطه ساده ای با چگالی ρ نمونه در نوسانگر دارد:
{\displaystyle \rho =A\cdot \tau ^{2}-B}
A و B ثابت‌های ابزار مربوطه هر نوسانگر هستند. مقادیر آنها با کالیبراسیون با دو ماده با چگالی دقیق ρ۱ و ρ۲ تعیین می‌شود. ابزارهای مدرن پس از دو اندازه‌گیری کالیبراسیون که بیشتر با هوا و آب انجام می‌شود، ثابت‌های A و B را محاسبه و ذخیره می‌کنند. آنها از ابزار مناسبی برای جبران تأثیرات مزاحم بر روی نتیجه اندازه‌گیری استفاده می‌کنند. به عنوان مثال تأثیر ویسکوزیته نمونه و غیرخطی بودن ناشی از جرم محدود ابزار اندازه‌گیری و همچنین اثرات پیری شیشه (نوسانگر مرجع) از جمله این موارد است.
A و B ثابت‌های ابزار مربوطه هر نوسانگر هستند. مقادیر آنها با کالیبراسیون با دو ماده با چگالی دقیق ρ۱ و ρ۲ تعیین می‌شود. ابزارهای مدرن پس از دو اندازه‌گیری کالیبراسیون که بیشتر با هوا و آب انجام می‌شود، ثابت‌های A و B را محاسبه و ذخیره می‌کنند. آنها از ابزار مناسبی برای جبران تأثیرات مزاحم بر روی نتیجه اندازه‌گیری استفاده می‌کنند. به عنوان مثال تأثیر ویسکوزیته نمونه و غیرخطی بودن ناشی از جرم محدود ابزار اندازه‌گیری و همچنین اثرات پیری شیشه (نوسانگر مرجع) از جمله این موارد است.
در سال ۱۹۶۷ شرکت Anton Paar GmbH اولین دانسیته سنج دیجیتالی برای مایعات و گازها را با استفاده از اصل نوسان لوله U در ACHEMA ارائه کرد.